# Facundo Conte
Facundo Conte (né le 25 août 1989 à Buenos Aires) est un joueur argentin de volley-ball. Il mesure 1,98 m et joue réceptionneur-attaquant.

## Biographie
En 2009, Facundo Conte participe à sa première Ligue mondiale, où l'Argentine prend la cinquième place finale.
Lors de la Ligue mondiale 2010, l'équipe d'Argentine aligne 14 défaites de suite.
Pour la saison 2012-2013, Facundo Conto rejoint le club russe du Dinamo Krasnodar.
Facundo Conte est le fils de Hugo Conte, lui aussi volleyeur international argentin, médaillé de bronze aux Jeux olympiques de 1988. Il est par ailleurs fiancée à la joueuse tchèque Helena Havelková.

### Clubs
| Club                           | De        | À         |
| ------------------------------ | --------- | --------- |
| SP Pallavolo Catania           | 2007-2008 | 2008-2009 |
| Zinella Bologna                | 2009-2010 | 2009-2010 |
| Lube Banca M. Macerata         | 2010-2011 | 2010-2011 |
| Umbria Volley San Giustino     | 2011-2012 | déc. 2011 |
| Gabeca Pallavolo Monza         | déc. 2011 | 2011-2012 |
| Dinamo Krasnodar               | 2012-2013 | 2012-2013 |
| Skra Bełchatów                 | 2013-2014 | 2015-2016 |
| El Jaish SC                    | 2016-2017 | 2016-2017 |
| Shanghai Men's Volleyball Club | 2016-2017 | 2017-2018 |
| Funvic Taubaté                 | 2018-2019 | 2018-2019 |
| Sada Cruzeiro Vôlei            | 2019-2020 | 2020-2021 |
| Warta Zawiercie (volleyball)   | 2021-     |           |

### Titres collectifs
- Challenge Cup :
  - Vainqueur : 2011.
- Championnat de Pologne :
  - Vainqueur : 2014.
- Championnat du Brésil :
  - Vainqueur : 2019.
- Coupe d'Argentine :
  - Vainqueur : 2005.
- Coupe de Pologne :
  - Vainqueur : 2016.
- Coupe d'Argentine A2 :
  - Vainqueur : 2007.
- Supercoupe de Pologne :
  - Vainqueur : 2016.

### Récompenses individuelles
- Ligue des champions: meilleur réceptionneur-attaquant en 2015
- Jeux panaméricains: MVP en 2015.
- Qualifications sud-américaines pour les Jeux olympiques: MVP en 2015.
- Championnat du monde des clubs: meilleur réceptionneur-attaquant en 2019